# Trung tâm điều hành mạng

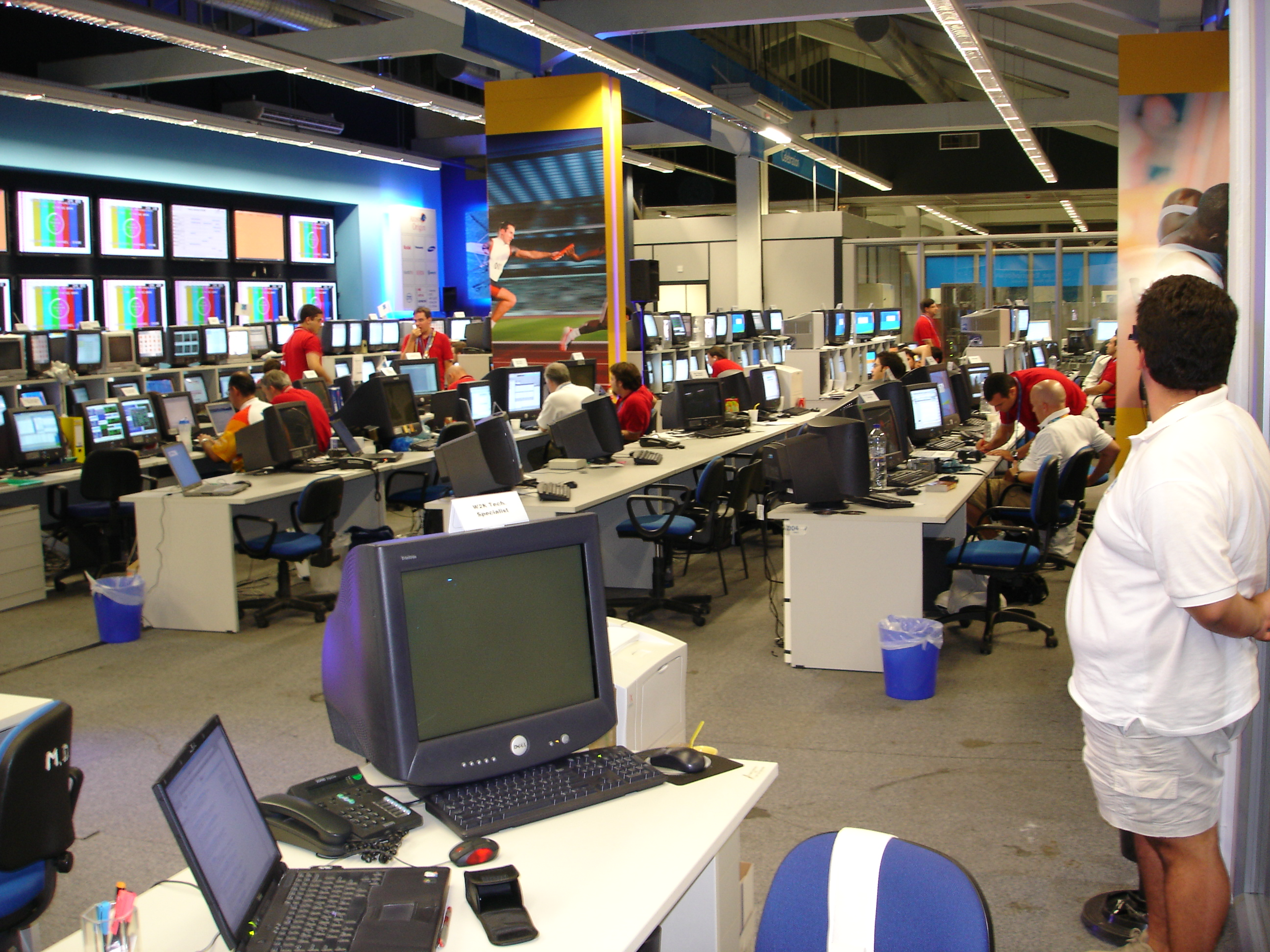
Một trung tâm vận hành mạng

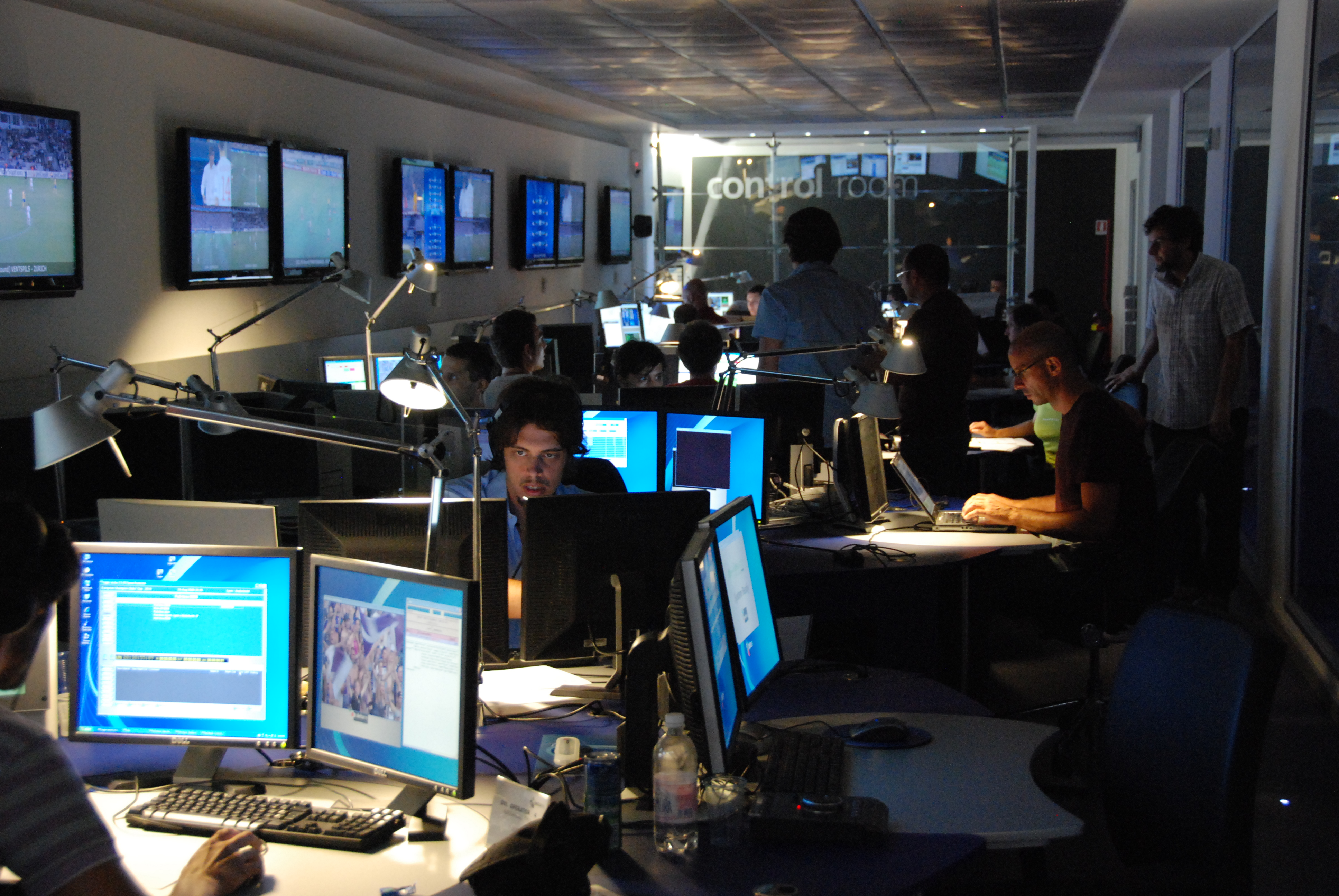
Không khí làm việc bên trong một trung tâm vận hành mạng

Trung tâm điều hành mạng (Network operations center - NOC) còn được gọi là Trung tâm quản lý mạng (Network management center) là một hoặc nhiều địa điểm mà từ đó diễn ra các hoạt động giám sát mạng và kiểm soát mạng hoặc quản lý mạng được thực hiện qua mạng máy tính, mạng viễn thông hoặc mạng vệ tinh liên lạc. Một trung tâm hoạt động mạng là một vị trí trung tâm mà từ đó nhà quản trị mạng quản lý, kiểm soát và giám sát một hoặc nhiều trang mạng. Chức năng tổng thể của Trung tâm (nhà mạng) là duy trì hoạt động mạng tối ưu trên một loạt các nền tảng mạng, phương tiện và các kênh truyền thông. Những Trung tâm điều hành mạng sớm nhất bắt đầu vào những năm 1960. Trung tâm Điều khiển Mạng được tập đoàn AT&T khánh thành tại New York vào năm 1962, sử dụng bảng trạng thái để hiển thị thông tin chuyển mạch và định tuyến, trong thời gian thực, từ các thiết bị chuyển mạch thu phí quan trọng nhất của AT&T. Tập đoàn AT&T sau đó đã thay thế Trung tâm Điều khiển Mạng này bằng một Trung tâm điều hành mạng được hiện đại hóa vào năm 1977 và đặt tại Bedminster, New Jersey.
Trung tâm điều hành mạng được triển khai bởi các tổ chức kinh doanh, tiện ích công cộng, các trường đại học và Cơ quan chính phủ giám sát tổ hợp môi trường mạng yêu cầu tính khả dụng cao. Trung tâm mạng lưới hoạt động đóng vai trò là đầu mối chính để xử lý sự cố phần mềm, phân phối phần mềm và cập nhật định tuyến và quản lý tên miền phối hợp với mạng lưới chi nhánh và giám sát hoạt động. Kỹ thuật viên có nhiều màn hình trên bàn làm việc với màn hình phụ sử dụng các hệ thống giám sát bảo hiểm từ bàn làm việc. Mạng trung tâm hoạt động xử lý các vấn đề một cách thứ bậc để nếu một vấn đề không được giải quyết trong một khung thời gian cụ thể, mức độ tiếp theo được thông báo để tăng tốc độ giải quyết vấn đề. Nhân viên Trung tâm điều hành mạng chịu trách nhiệm giám sát một hoặc nhiều mạng về các điều kiện nhất định có thể cần sự chú ý đặc biệt để tránh dịch vụ xuống cấp. Các tổ chức có thể vận hành nhiều Trung tâm vận hành mạng để quản lý các mạng khác nhau hoặc để cung cấp dự phòng về mặt địa lý trong trường hợp một địa điểm không hoạt động. Ngoài việc giám sát mạng lưới cơ sở hạ tầng liên quan và bên trong và bên ngoài, Trung tâm điều hành mạng có thể giám sát mạng xã hội để bắt đầu xử lý các sự kiện gây rối.